# Resolució 1537 del Consell de Seguretat de les Nacions Unides
La Resolució 1537 del Consell de Seguretat de les Nacions Unides fou adoptada per unanimitat el 30 de març de 2004. Després de recordar totes les resolucions anteriors sobre la situació a Sierra Leone, el Consell va ampliar el mandat de la Missió de les Nacions Unides a Sierra Leone (UNAMSIL) durant sis mesos fins al 31 de setembre de 2004 amb una força residual romanent al país fins a juny de 2005.

## Resolució

### Observacions
En el preàmbul de la resolució, el Consell de Seguretat va elogiar els esforços de la Comunitat Econòmica dels Estats de l'Àfrica Occidental (ECOWAS) per construir la pau a la subregió i als països que contribueixen a la UNAMSIL. Va acollir amb beneplàcit els avenços aconseguits cap a punt de referència per a la retirada de la UNAMSIL d'acord amb les resolucions 1436 (2002) i 1492 (2003). Al mateix temps, el Consell va observar que el progrés cap als punts de referència era fràgil i hi havia preocupacions sobre la seguretat i les capacitats de la Policia de Sierra Leone.
La introducció també va destacar la importància de la consolidació de l'autoritat estatal a tota Sierra Leone, incloses les zones de producció de diamants i frontereres. A més, era important que se celebressin eleccions locals lliures i justes al maig de 2004, segons el Consell. Es va establir una Comissió de Drets Humans a partir d'un informe de la Comissió de la Veritat i la Reconciliació. El Consell també va assenyalar la necessitat que el govern de Sierra Leone assumeixi el més aviat possible la responsabilitat de la seguretat nacional del país, i la conclusió del Secretari General de les Nacions Unides que havia de romandre a Sierra Leone una petita presència de les Nacions Unides el 2005.

### Actes
En ampliar el mandat de la UNAMSIL, el Consell va acollir amb beneplàcit l'ajustament del secretari general del calendari de disposicions per assegurar una reducció militar més gradual. Va instar al govern de Sierra Leone a continuar els seus esforços per desenvolupar una força policial sostenible, l'exèrcit de la República de Sierra Leone, el sistema penal i el poder judicial independent, de manera que pogués assumir la plena responsabilitat de la UNAMSIL a la fi del seu mandat. El Consell també va instar al govern a augmentar el control i la regulació de la indústria minera del diamant.
La resolució va autoritzar una presència residual de la UNAMSIL a romandre a Sierra Leone fins al juny de 2005, alhora que es reduïa a 3.250 tropes, 141 observadors militars i 80 policia de les Nacions Unides. Les tasques del personal restant s'organitzaran abans del 30 de setembre de 2004. Mentrestant, es va demanar al Secretari General que informés sobre la situació a Sierra Leone, el conflicte a Libèria i sobre el treball del Tribunal Especial per a la Serra Leone abans del 15 de setembre de 2004, particularment donant la benvinguda a la seva intenció de revisar la situació de drets humans, humanitària, de seguretat i política a Sierra Leone.
El Consell va agrair el treball del Tribunal Especial, però va assenyalar preocupacions financeres, demanant als països que presentessin les contribucions pendents. Finalment, es va demanar a la UNAMSIL que compartís els seus coneixements amb la Missió de les Nacions Unides a Libèria i l'Operació de les Nacions Unides a Costa d'Ivori, particularment pel que fa als moviments d'armes i els combatents a través de les fronteres.